# Tváře v davu (film)
Tváře v davu je americký dramatický hororový filmový thriller od režiséra a scenáristy Juliena Magneta. V hlavních rolích se představili Milla Jovovich a Julian McMahon.

## Děj
Anna Marchant se vrací z večírku domů cestou přes uzavřený most, když tu náhle uslyší podříznutí hrdla. Ve snaze potichu utéct jí začne zvonit mobilní telefon a vrah se za ní rozběhne s pokusem zabít ji. Ona se však boji o život dostane ke kraji mostu, přepadne přes zábradlí, praští se do hlavy a spadne z mostu do vody. O něco později ji najde bezdomovec na hladině. Vyloví ji a Anna se následně probouzí v nemocnici. Kolem ní je spousta jí neznámých lidí, i když jde o její blízké. Nehoda jí způsobila obličejovou slepotu. Policie od ní chce výpověď a popis vraha, ale ona není schopná potvrdit vraha, i kdyby byl přímo vedle ní.

## Obsazení
- Milla Jovovich jako Anna Merchant
- Julian McMahon jako Detektiv Kerrest
- David Atrakchi as Lanyon
- Michael Shanks jako Bryce
- Sarah Wayne Callies jako Francine
- Sandrine Holt jako Nina #6
- Marianne Faithfull jako Dr. Langenkamp
- Valentina Vargas jako Nina
- Anthony Lemke jako Bryce #3
- Nels Lennarson jako Detektiv Kerrest #1
- Chris Kalhoon jako Kerrest #2
- David Ingram jako Bryce #2
- Medina Hahn jako Nina #4

## Produkce
Tento film je druhým počin scenáristy a režiséra Juliena Magnata. Produkce byla zahájena 08. května 2010 v Kanadě, a hlavní záběry byly dokončeny 13. června 2010. Milla Jovovich se na filmu podílela také jako výkonná producentka.